# Banna-ji
Banna-ji (鑁阿寺?) es un templo budista de la secta Shingon en la localidad de Ashikaga, parte de la prefectura de Tochigi (Japón). El gohonzon es una estatua de Dainichi Nyōrai, del cual deriva el apodo del templo, Dainichisama. Las estructuras están levantadas sobre las ruinas de la residencia fortificada del clan Ashikaga, que dominó el país durante el período Muromachi, y sus terrenos han sido designados como Lugar Histórico Nacional.

## Historia
El templo tuvo su origen como el hogar de Ashikaga Yoshiyasu (1127-1157), el fundador del clan Ashikaga, a mediados del siglo XII. Su estado primigenio como una residencia fortificada todavía está patente en sus fosos y puertas. Unas décadas más tarde de su construcción, en 1196, su hijo, Ashikaga Yoshikane (cuyo nombre budista póstumo es Banna), buscando la protección divina, construyó un templo en los terrenos dedicado al Buda Vairocana. Finalmente en 1234 se convirtió en un templo de pleno derecho que albergaba a los sacerdotes y el santuario oficial del clan.

### Reconocimientos
El recinto de 40 000 metros cuadrados ganó la protección como Lugar Histórico Nacional en marzo de 1922, así como el salón principal fue designado como Bien Cultural Importante en 1950. El templo aún conserva muchos remanentes de sus orígenes como residencia fortificada de samuráis, incluyendo fosos, murallas de tierra y cuatro puertas defensivas que datan del siglo XVI. Estas características merecieron al templo su inclusión la lista de «100 notables castillos de Japón» en 2006. La condición del salón principal fue elevada a Tesoro Nacional en 2013.

## Bienes culturales

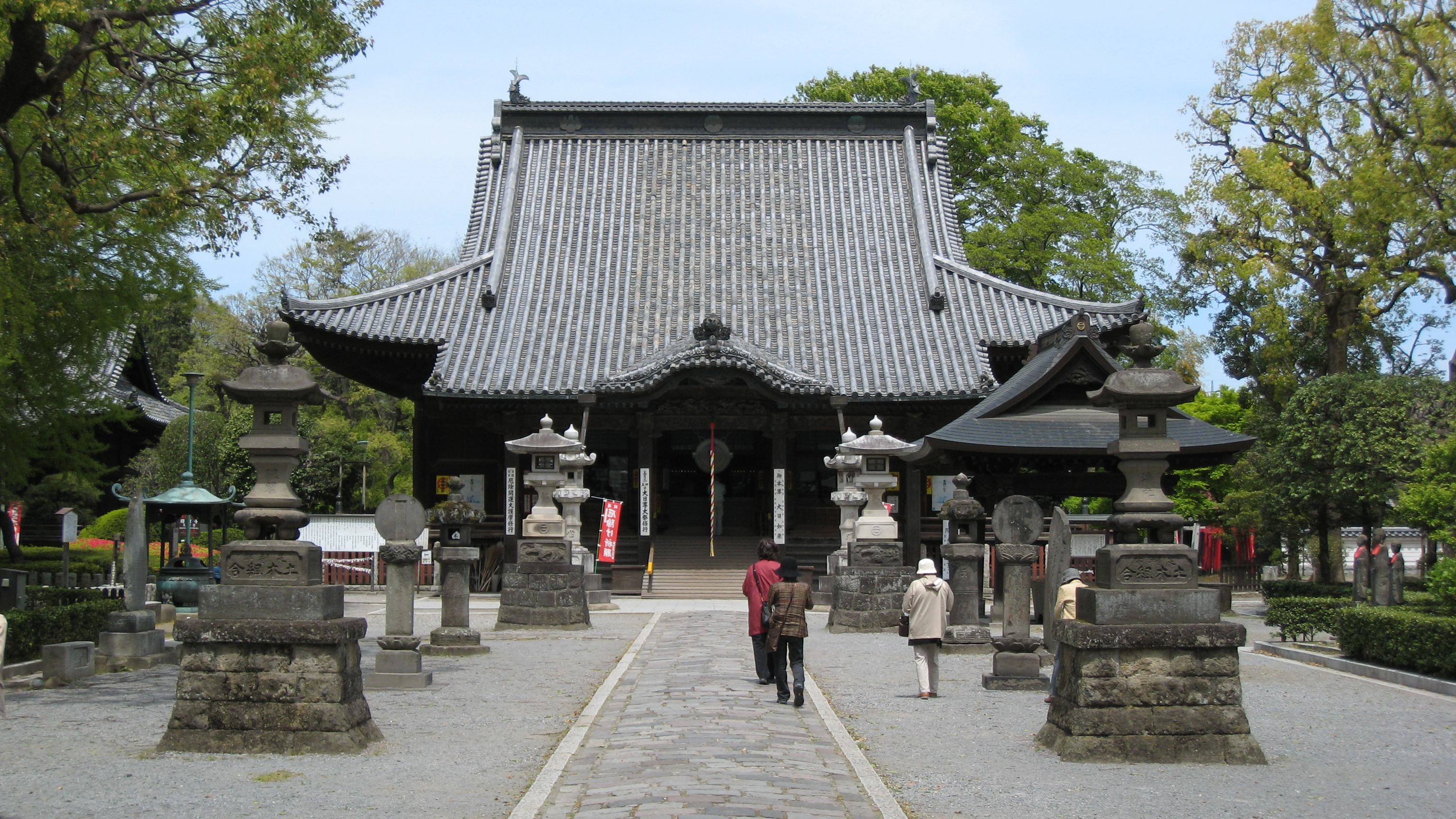
El salón principal del Banna-ji, Tesoro Nacional de Japón.

Ashikaga Yoshiuji erigió el salón principal del Banna-ji en 1234. Después de que un rayo la alcanzara, la estructura sufrió un incendio y Ashikaga Sadauji, padre de Ashikaga Takauji, la mandó a reconstruir en 1299. Se trata de un edificio de planta cuadrada con cinco tramos con un tejado de estilo irimoya. Aunque el templo se asocia con el budismo esotérico, presenta características basadas en las congregaciones Zen. El edificio fue extensamente remodelado en torno a los años 1407 y 1432. Este salón fue clasificado como Bien Cultural Importante en 1908 y ascendió a Tesoro Nacional en 2013. Otros bienes culturales son el salón Kyōdō, de principios del período Edo, y la campana Bonshō, del período Kamakura.